# Ныша (Кизнерский район)
Ныша — деревня в Кизнерском районе Удмуртской республики.

## География
Находится в юго-западной части Удмуртии на расстоянии приблизительно 20 км на восток-северо-восток по прямой от районного центра поселка Кизнер.

## История
Известна с 1873 года, когда здесь было 59 дворов, в 1893 году — 85, в 1905—106, в 1926—122. В 1926 году была учтена как четыре деревни: Нижняя Ныша (18 хозяйств), Новая Ниша (14 хозяйств), Средняя Ныша (46 хозяйств) и Старая Ныша (44 хозяйства), позднее разделение не сохранилось. До 2021 года входила в состав Саркузского сельского поселения. Ныне имеет дачный характер.

## Население
Постоянное население составляло: 443 жителя (1873 год), 620 (1893, русские), 782 (1905), 555 (1926), 30 в 2002 году (русские 93 %), 0 в 2012.